# Келар
Кела́р (грец. κελλάριος — «комірний, комірник») — завідувач монастирським столом, комори з їстівними припасами та їх відпуском на монастирську кухню. У його обов'язки входило ведення суворої звітності надходження та відпуску предметів. У великих монастирях келарю давалося два помічники. Єрусалимський статут ставив в числі інших обов'язків келаря: положення хлібів на аналой для благословення на литії, їх переломлення і роздачу монастирській братії по чаші вина. В українських та російських монастирях посада келаря була введена Феодосієм Печерським і відповідала порядку, прийнятому в грецьких монастирях, з відміною лише в тому, що келар був також трапезником.